# Mimohomonoea hebridarum
Mimohomonoea hebridarum là một loài bọ cánh cứng trong họ Cerambycidae.